# Wilcze (gmina Osielsko)
Wilcze – wieś w województwie kujawsko-pomorskim, w powiecie bydgoskim, w gminie Osielsko.
W latach 1975–1998 miejscowość należała administracyjnie do województwa bydgoskiego.

## Położenie
Wieś leży w południowej części Wysoczyzny Świeckiej - wysoczyzna morenowa, falista, o wysokościach bezwzględnych ok. 95 m n.p.m.

## Cechy środowiska
- Obszar częściowo zalesiony.
- Gleby powstały podczas zlodowacenia środkowopolskiego - rdzawe i brunatne wyługowane.
- Poziom wód gruntowych jest bardzo zróżnicowany.

## Demografia
Wieś Wilcze zamieszkuje 278 osób według stanu na 30 czerwca 2015. Wilcze na tle kraju ma statystycznie większy udział dzieci w ogóle mieszkańców. Liczba mieszkańców systematycznie wzrasta wskutek osiedlania się ludności napływowej. Procesowi temu sprzyja intensywny rozwój budownictwa mieszkaniowego oraz korzystne warunki środowiska.

## Funkcja
Przewaga obszarów rolniczych, znaczny udział drobnych usług i drobnego przemysłu.
Rozwój budownictwa jednorodzinnego, nowi mieszkańcy dojeżdżają do pracy do Osielska i Bydgoszczy.

## Cechy wsi
- zwarta
- wielkość: wieś średnia
- rolniczo - robotnicza
- zabudowa: wielodrożnica